# Bitty Schram
Elizabeth Natalie Schram, detta Bitty (Mountainside, 17 luglio 1968), è un'attrice statunitense.

## Biografia
Diventa famosa impersonando Evelyn, una giocatrice di baseball che commette l'errore di piangere davanti all'allenatore Tom Hanks nel film Ragazze vincenti (1992) di Penny Marshall. Ha poi recitato, dal 2002 al 2004, nel ruolo di Sharona Fleming nel pluripremiato telefilm Detective Monk, ottenendo una candidatura al Golden Globe.
Sul palcoscenico ha lavorato con Nathan Lane in Laughter on the 23rd Floor, produzione teatrale di Neil Simon andata in scena a Broadway. Ha preso parte a film assieme a molti attori, come Tom Hanks, Michelle Pfeiffer, George Clooney, Diane Keaton e Kathy Bates.

## Filmografia

### Cinema
- Ragazze vincenti (A League of Their Own), regia di Penny Marshall (1992)
- La notte che non c'incontrammo (The Night We Never Met), regia di Warren Leight (1993)
- Una bionda sotto scorta (Chasers), regia di Dennis Hopper (1994)
- Tre amici, un matrimonio e un funerale (The Pallbearer), regia di Matt Reeves (1996)
- Amore tra le righe (Kissing a Fool), regia di Doug Ellin (1998)
- Insieme per caso (Unconditional Love), regia di P. J. Hogan (2002)
- Moments of Clarity, regia di Stev Elam (2016)

### Televisione
- G vs E – serie TV, episodio 1x04 (1999)
- Squadra Med - Il coraggio delle donne (Strong Medicine) – serie TV, episodio 1x16 (2001)
- Roswell – serie TV, episodio 3x04 (2001)
- Felicity – serie TV, 3 episodi (2001-2002)
- Detective Monk (Monk) – serie TV, 39 episodi (2002-2004)
- Thief – miniserie TV, episodi 1x02-1x03 (2006)
- Ghost Whisperer – serie TV, episodio 4x12 (2009)

## Premi
- Golden Globe
  - 2003 - Candidatura alla miglior attrice in una serie televisiva commedia o musicale per Monk
  - 2004 - Candidatura alla miglior attrice in una serie televisiva commedia o musicale per Monk
- Maverick Movie Awards
  - 2016 - Candidatura al premio Maverick Movie Award alla miglior attrice non protagonista per Moments of Clarity